# Envoyer
Der Envoyer war ein monatlich erscheinendes, deutschsprachiges Rollenspieler-Magazin.
Es erschien zum ersten Mal im November 1996 und hatte 2008 eine Auflage von 4000 Stück. Chefredakteur war von Januar 2006 bis Dezember 2008 André Wiesler (u. a. Chefredakteur von LodlanD); zuvor war es Christian Fischer. Seit Januar 2009 erscheint der Envoyer nicht mehr eigenständig, sondern als Teil des Magazins SpielXPress.
Als eigene Zeitschrift hatte der Envoyer ein eigenes Redaktionsteam, verwendete aber auch häufiger eingesandte Beiträge seiner Leser.
Inhaltlich war der Envoyer nicht systemgebunden, sondern informierte über Neuerscheinungen für verschiedene Rollenspiele. Insbesondere informierte die Zeitschrift immer wieder über kleinere, unabhängige Rollenspielsysteme. Zusätzlich wurde regelmäßig über Produkte berichtet, die für das Spielen nützlich sein konnten (z. B. Filme, Soundtracks). Zudem wurde mit Hilfe der Leser das Envoyer-eigene Rollenspielsystem Paliomêl geschaffen, in dem sehr verschiedene Kulturen und Wesen für eine Fantasywelt erfunden wurden.
Besonders die „Weltenretter“, eine parodierende Darstellung von Rollenspielsituationen, waren fester Bestandteil aller Ausgaben.
Die Novemberausgabe 2008 des Envoyer wurde die letzte Ausgabe unter eigenen Namen. Aus wirtschaftlichen Gründen ließ sich die Zeitschrift nicht mehr in der gewohnten Form halten. Seit Dezember 2008 läuft der Envoyer als „Heft im Heft“ in dem zweimonatlich erscheinenden Magazin SpielXPress, jedoch in geringerem Umfang als früher.